# Hengmantel
Hengmantel ist ein Weiler, der zu Breitenbrunn, einem Ortsteil der Gemeinde Lützelbach im Odenwaldkreis (Hessen), gehört.

## Lage
Der Weiler, südlich seines Ortsteiles und am südlichen Ende des nach Norden offenen Breitenbachtales gelegen, befindet sich unterhalb des ehemaligen Militärgeländes Hainhaus (Standort des heutigen Windparks Hainhaus), weist zwei Gehöftgruppen auf und liegt nur wenige Hundert Meter westlich des Odenwaldlimes nahe dem Bereich des Kleinkastells Windlücke. Er ist durch eine Stichstraße mit dem Ortsteil verbunden.

## Geschichte
Hengmantel wurde erstmals 1426 erwähnt, gehörte zur Herrschaft Breuberg und war Teil der Zent Lützelbach. Um 1450 was das Gehöft im Besitz des Grafen von Wertheim, wobei Wilhelm von Wertheim Hengmantel 1448 als Teil des Wittums seiner Frau Agnes von Isenburg, Tochter des Grafen Diether von Isenburg-Büdingen, zuspricht.
Nach dem Dreißigjährigen Krieg gab es dort zwei Höfe. Bei der Heirat des hofgräflichen Jägers Johannes Flach im Jahr 1685 wurde erwähnt, dass es dort einen Jagdstall des Grafen von Löwenstein-Wertheim gab. Später wurde ein Forsthaus gebaut. Bis ins 20. Jahrhundert war dieses Forsthaus Sitz des Reviers „Hengmantel“ und stand im Eigentum der Kurhessischen Hausstiftung. Seit den 1970er Jahren ist das Gebäude in Privatbesitz.
Interessanterweise wird der Weiler 1787 als zur Hälfte der Grafschaft Erbach-Schönberg, Herrschaft Breuberg, die andere Hälfte dem Fürstenhaus zu Löwenstein-Wertheim-Rochefort, Cent Lützelbach, zugehörend, bezeichnet. 1806 kommt es komplett an das Großherzogtum Hessen. 1927 wird der Weiler Teil von Breitenbrunn und gelangt mit diesem 1971 zur Gemeinde Lützelbach. Der Weiler ist landwirtschaftlich geprägt und touristisch erschlossen.